# Automola caloptera
Automola caloptera är en tvåvingeart som först beskrevs av Jacques-Marie-Frangile Bigot 1886.  Automola caloptera ingår i släktet Automola och familjen Richardiidae. Inga underarter finns listade i Catalogue of Life.